# 6179 Brett
6179 Brett eller 1986 EN är en asteroid i huvudbältet som upptäcktes den 3 mars 1986 av det amerikanska astronom paret Eugene M. och Carolyn S. Shoemaker vid Palomar-observatoriet. Den är uppkallad efter amerikanen Robin Brett.